# F.D.D.
「 F.D.D.」（エフディーディー）は、いとうかなこの9枚目のシングル。2008年10月29日に5pb.Recordsから発売された。

## 概要
「Find the blue」からの3か月リリース第2弾。表題曲「F.D.D.」は、テレビアニメ『CHAOS;HEAD』のオープニングテーマに起用された。PVは、「ビジョンエラー」、「瓦礫」、「空色」、「狂気」を含む怪しい感じになっており、撮影チームも追憶のディスペアと同じメンバーで行われた。

## 収録曲
1. F.D.D.
作詞・作曲：志倉千代丸、編曲：磯江俊道
テレビアニメ『CHAOS;HEAD』オープニングテーマ
タイトルのF.D.D.は、穢れた・汚れた、不名誉を表す「Filthy Defiler Disgrace」の略[1]。
歌詞には作中のシーンが織り込まれており、アニメの回を重ねる毎にどのフレーズがどのシーンに対応しているのかが分かる仕組みになっている[1]。
いとう曰く「主人公の拓巳の目線で描いた、ブイブイいわしたカッコイイ感じ」に仕上がっている[1]。
2. Fly to the sky
作詞：いとうかなこ、作曲・編曲：大島こうすけ
テレビアニメ『CHAOS;HEAD』イメージソング
同作のヒロインである、咲畑梨深の目線で描かれた曲。
3. F.D.D. （off vocal）
4. Fly to the sky（off vocal）

## 収録アルバム
| 曲名   | 収録アルバム       | 発売日        | 備考              |
| ------ | ------------------ | ------------- | ----------------- |
| F.D.D. | 『ChaosAttractor』 | 2010年1月27日 | 2ndベストアルバム |